# Bollène
Bollène este o comună în departamentul Vaucluse din sud-estul Franței. În 2009 avea o populație de 13.885 de locuitori.

## Evoluția populației
| An        | 1975   | 1982   | 1990   | 1999   | 2006   | 2009   |
| --------- | ------ | ------ | ------ | ------ | ------ | ------ |
| Populație | 11.434 | 12.679 | 13.907 | 14.130 | 13.835 | 13.885 |